# Áonghas mac Somhairle
Áonghas mac Somhairle (o Angus figlio di Somerled) (1150 circa – 1210) era uno dei figli di Somerled e Ragnhildis, figlia di Olaf I Godredsson, Regno dell'isola di Man, e di Ingeborg Haakonsdottir figlia di Haakon Paulsson, conte delle Orcadi.

## Biografia
Áonghas successe al padre ereditandone le terre a Garmoran, Skye, Rùm, Eigg, Bute e Arran, ed assumendo il titolo di Signore di Bute ed Arran. Nel 1192, in una battaglia tra Áonghas ed il fratello Raghnall, uscì vittorioso in mezzo a numerosi feriti e morti. Perse le terre di Bute dopo che ad Alan fitz Walter vennero concessi gli stessi terreni da Guglielmo I di Scozia nel 1200. Áonghas fu ucciso in battaglia con i suoi tre figli, a Skye, nel 1210. Dopo la morte di Áonghas e dei suoi eredi, i figli del fratello Raghnall, Domhnall e Ruaidhri, si impossessarono delle proprietà.

## Famiglia
Dalla moglie, rimasta sconosciuta, ebbe tre figli:
- Séamus mac Áonghas, nato attorno al 1195 ed ucciso in battaglia a Skye nel 1210.
- sconosciuto mac Áonghas, ucciso in battaglia a Skye nel 1210.
- sconosciuto mac Áonghas, ucciso in battaglia a Skye nel 1210.